# Post-Love
POST-LOVE – drugi i finalny album projektu unitrΔ_Δudio polskiego producenta muzycznego Pawła Kasperskiego (czwarty ogólnie). Wydawnictwo ukazało się 6 lipca 2018 roku nakładem wytwórni muzycznej Onionwave. Gościnnie na albumie wystąpili: producent Romański, wokalistka Dorota Morawska z duetu Last Blush oraz Hayfevah - kolejne alter-ego Pawła. Album ukazał się również w limitowanej wersji na CD z dwoma dodatkowymi utworami.
Wraz z tym albumem P.A.F.F. oficjalnie przyznał się do bycia twórcą projektu unitrΔ_Δudio, który wcześniej był anonimowy.

## Lista utworów
Opracowano na podstawie materiału źródłowego.
| POST-LOVE (wersja cyfrowa) 1. "Is It Over?" – 1:39 2. "Seclusion" gościnnie Hayfevah – 3:00 3. "Aftermath" gościnnie Hayfevah – 3:54 4. "Worthless Promises" – 4:02 5. "Towels" gościnnie Romański - 3:02 6. "My Fight" gościnnie Dorota Morawska - 3:23 7. "Limerence" - 3:15 8. "Saudade" - 3:09 9. "Hold Onto Me" - 3:34 10. "Last Summer" - 3:05 11. "I'm Totally Fine." - 3:16 |  | POST-LOVE (wersja CD) 1. "Is It Over?" – 1:39 2. "Seclusion" gościnnie Hayfevah – 3:00 3. "Aftermath" gościnnie Hayfevah – 3:54 4. "Worthless Promises" – 4:02 5. "Towels" gościnnie Romański - 3:02 6. "My Fight" gościnnie Dorota Morawska - 3:23 7. "Limerence" - 3:15 8. "Saudade" - 3:09 9. "Hold Onto Me" - 3:34 10. "Last Summer" - 3:05 11. "I'm Totally Fine." - 3:16 12. "Hello Richard '92" gościnnie Hayfevah - 3:26 13. "You Are Not the One" gościnnie Hayfevah - 4:21 |